# کامی‌کازه (آلبوم امینم)
کامی‌کازه که در انگلیسی کامی‌کازی (به انگلیسی: Kamikaze) تلفظ می‌شود، عنوان دهمین آلبوم استودیویی از رپر آمریکایی امینم است. این آلبوم بدون اطلاع قبلی در تاریخ ۳۱ اوت ۲۰۱۸ توسط شیدی رکوردز، اینتراسکوپ رکوردز و افترمث منتشر شد. جوینر لوکاس، رویس دا۹'۵، جسی ریز و جاستین ورنن (که به او در فهرست آهنگ‌ها اشاره نشده بود) به عنوان خوانندگان مهمان در کامی‌کازه حضور دارند. امینم، با عنوان اسلیم شیدی و دکتر دره مدیر اجرایی تولید این آلبوم هستند و آهنگ‌ها توسط موسیقی‌دان‌ها و تهیه‌کننده‌های مختلفی انجام شده‌اند.

## فهرست آهنگ‌ها
| لیست آهنگ‌های کامی‌کازه | لیست آهنگ‌های کامی‌کازه                                   | لیست آهنگ‌های کامی‌کازه                                                                                          | لیست آهنگ‌های کامی‌کازه                        | لیست آهنگ‌های کامی‌کازه |
| شماره                 | نام                                                     | نویسنده(ها) | تهیه‌کننده(ها)                                | مدت                   |
| --------------------- | ------------------------------------------------------- | --- | -------------------------------------------- | --------------------- |
| ۱.                    | «رینگر (The Ringer)»                                    | یانگ م. آ، ایلاداپرودوسر، م. جاکوبسون، رونی جی و امینم                                                         | ایلا دا پرودوسر رونی جی امینم                | ۵:۳۷                  |
| ۲.                    | «بزرگترین (Greatest)»                                   | پلاس، تاپ داوگ، بک‌پک، پیر بورن، پلی‌بوی کارتی، لیل اوزی ورت، مایک ویل مید-ایت، کندریک لامار و امینم             | مایک ویل مید ایت جرمی میلر                   | ۳:۴۶                  |
| ۳.                    | «خوش به حالت (Lucky You)» (به همراهی جوینر لوکاس)       | ایلاداپرودوسر، جهان سوئیت، بوی-۱دا، امینم و جوینر لوکاس                                                        | بوی ۱-دا ایلا دا پرودوسر امینم جهان سوئیت    | ۴:۰۴                  |
| ۴.                    | «پال (اسکیت) (Paul)» (اسکیت؛ اجرا شده توسط پال روزنبرگ) | پال روزنبرگ | امینم                                        | ۰:۳۵                  |
| ۵.                    | «عادی (Normal)»                                         | اریک بودین، هاکان ویرنسترند، فردیک والین، یوکیمی ناگانو، ایلاداپرودسر، اس وان لونستار موزیک، سویش آلنت و امینم | سویش آلنت ایلا دا پرودوسر لون‌استارموزیک اس ۱ | ۳:۴۲                  |
| ۶.                    | «ام با پال تماس می‌گیرد (Em Calls Paul)» (اسکیت)         | امینم | امینم                                        | ۰:۴۹                  |
| ۷.                    | «سنگ زیر پا (Stepping Stone)»                           | ماریو رستو، لوئیز رستو و امینم                                                                                 | امینم لوئیز رستو                             | ۰:۴۹                  |
| ۸.                    | «نه به‌طور یکسان» (به همراهی رویس دا۹'۵)                 | تی کیت، رونی جی، رویس دا۹'۵ و امینم                                                                            | امینم تی کیت رونی جی                         | ۴:۴۸                  |
| ۹.                    | «کامی‌کازه (Kamikaze)»                                   | دوئین سیمون، بابی باب کت، اروین، کول جی، تیم سابی و امینم                                                      | امینم سابی                                   | ۳:۳۶                  |
| ۱۰.                   | «سقوط (Fall)»                                           | لوئیز رستو، مایک ویل مید-ایت، جاستین ورنون، بی‌جی برتون و امینم                                                 | مایک ویل مید ایت امینم                       | ۴:۴۲                  |
| ۱۱.                   | «مرد دلپسند (Nice Guy)» (به همراهی جسی ریز)             | فرد بال ل. گریفین لوئیز رستو جسی ریز امینم                                                                     | بال اس ۱ امینم                               | ۲:۳۰                  |
| ۱۲.                   | «مرد خوب (Good Guy)» (به همراهی جسی ریز)                | یوتاکا یاماندا، لیزا گومامتو، ناریو آونو، ایلاداپرودوسر، جسی ریز و امینم                                       | امینم ایلا دا پرودوسر                        | ۲:۲۲                  |
| ۱۳.                   | «ونوم (Venom)» (آهنگ ضبط شده برای فیلم)                 | لوئیز رستو و امینم                                                                                             | امینم لوئیز رستو                             | ۴:۲۹                  |
| مجموع مدت:            | مجموع مدت:                                              | مجموع مدت: | مجموع مدت:                                   | ۴۵:۴۹                 |

## جدول‌های فروش
| جدول (۲۰۱۸)                                            | بهترین موقعیت |
| ------------------------------------------------------ | ------------- |
| آلبوم‌های استرالیا (ای‌آرآی‌ای)                           | ۱             |
| آلبوم‌های اتریش (او۳ اتریش)                             | ۱             |
| آلبوم‌های بلژیک (آلتراتاپ فلاندرز)                      | ۱             |
| آلبوم‌های بلژیک (آلتراتاپ والونیا)                      | ۳             |
| آلبوم‌های کانادا (بیلبورد)                              | ۱             |
| آلبوم‌های جمهوری چک (فدراسیون بین‌المللی صنعت فونوگرافی) | ۱             |
| آلبوم‌های دانمارک (هیت‌لیسن)                             | ۱             |
| آلبوم‌های هلند (مگاچارتز)                               | ۱             |
| آلبوم‌های فنلاند (جدول‌های رسمی فنلاند)                  | ۱             |
| آلبوم‌های فرانسه (سندیکای ملی انتشارات صوتی‌تصویری)      | ۶             |
| آلبوم‌های آلمان (جدول کنترل رسانه)                      | ۲             |
| آلبوم‌های مجارستان (انجمن شرکت‌های ضبط مجارستانی)        | ۸             |
| آلبوم‌های ایرلند (انجمن صنعت ضبط ایرلند)                | ۱             |
| آلبوم‌های ایتالیا (فدراسیون صنعت موسیقی ایتالیا)        | ۱             |
| آلبوم‌های نیوزلند (انجمن صنعت ضبط نیوزیلند)             | ۱             |
| آلبوم‌های نروژ (VG-lista)                               | ۱             |
| آلبوم‌های پرتغال (انجمن صنفی گرامافون پرتغال)           | ۱۰            |
| آلبوم‌های اسکاتلند (اوسی‌سی)                             | ۱             |
| آلبوم‌های اسپانیا (سازنده‌های موسیقی اسپانیا)            | ۱۲            |
| آلبوم‌های سوئد                                          | ۱             |
| آلبوم‌های سوئیس (جدول موسیقی سوئیس)                     | ۱             |
| آلبوم‌های بریتانیا (اوسی‌سی)                             | ۱             |
| آلبوم‌های ایالات متحده آمریکا (بیلبورد ۲۰۰)             | ۱             |

## تاریخ انتشار
| کشور  | زمان           | فرمت                     | ناشران                               |
| ----- | -------------- | ------------------------ | ------------------------------------ |
| مختلف | ۳۱ اوت ۲۰۱۸    | دانلود موسیقی رسانه جاری | افترمث اینتراسکوپ رکوردز شیدی رکوردز |
| مختلف | ۷ سپتامبر ۲۰۱۸ | لوح فشرده                | افترمث اینتراسکوپ رکوردز شیدی رکوردز |
| مختلف | ن/م            | استتار آلبوم پرآهنگ      | افترمث اینتراسکوپ رکوردز شیدی رکوردز |
| مختلف | ن/م            | نوار کاست                | افترمث اینتراسکوپ رکوردز شیدی رکوردز |